# Ivanja Reka
Ivanja Reka je naselje z okoli 1.800 prebivalci na Hrvaškem, ki upravno spada pod Mesto Zagreb. Leži na jugozahodni strani istoimenskega avtocestnega vozlišča, kjer se križata dve avtocesti: zagrebška obvoznica oz. avtocesta proti Varaždinu in Madžarski ter slavonska magistrala (Zagreb-Beograd).

## Demografija
| Pregled števila prebivalcev po letih | Pregled števila prebivalcev po letih | Pregled števila prebivalcev po letih | Pregled števila prebivalcev po letih | Pregled števila prebivalcev po letih | Pregled števila prebivalcev po letih | Pregled števila prebivalcev po letih | Pregled števila prebivalcev po letih | Pregled števila prebivalcev po letih | Pregled števila prebivalcev po letih | Pregled števila prebivalcev po letih | Pregled števila prebivalcev po letih | Pregled števila prebivalcev po letih | Pregled števila prebivalcev po letih | Pregled števila prebivalcev po letih | Pregled števila prebivalcev po letih |
| ------------------------------------ | ------------------------------------ | ------------------------------------ | ------------------------------------ | ------------------------------------ | ------------------------------------ | ------------------------------------ | ------------------------------------ | ------------------------------------ | ------------------------------------ | ------------------------------------ | ------------------------------------ | ------------------------------------ | ------------------------------------ | ------------------------------------ | ------------------------------------ |
| 1857                                 | 1869                                 | 1880                                 | 1890                                 | 1900                                 | 1910                                 | 1921                                 | 1931                                 | 1948                                 | 1953                                 | 1961                                 | 1971                                 | 1981                                 | 1991                                 | 2001                                 | 2011                                 |
| 219                                  | 228                                  | 233                                  | 268                                  | 302                                  | 313                                  | 305                                  | 335                                  | 331                                  | 331                                  | 349                                  | 379                                  | 1167                                 | 1594                                 | 1783                                 | 1800                                 |